# VR Vv13 und VR Vv14
Vv13 und Vv14 sind die Baureihenbezeichnungen der finnischen Staatseisenbahn VR-Yhtymä für eine Serie von Kleinlokomotiven, die 1953–1960 vom Valmet an die Staatsbahn geliefert wurden. Es wurden insgesamt 41 Lokomotiven hergestellt. Die interne Modellbezeichnung des Herstellers waren Move51h (hydraulisch) und Move51m (mechanisch).
Die Typenbezeichnung Tve3 wurde 1960 eingeführt.

## Geschichte

### Vv13
1952 bestellte die Staatsbahn bei Valmet zwei für mittelschwere Rangierarbeiten geeignete Lokomotiven mit hydraulischem Getriebe. Grundlage war der erprobte Typ Move51h, den Valmet schon an Industriebetriebe geliefert hatte. Die Lokomotiven erwiesen sich als sehr geeignet, so dass weitere Chargen bestellt wurden. Die letzten Exemplare wurden 1960 fertiggestellt.

### Vv14
Um das hydraulische und mechanische Getriebe zu vergleichen, bestellte die Staatsbahn 1953 fünf Lokomotiven mit dem mechanischen Getriebetyp Move51m. Das Hydraulikgetriebe erwies sich jedoch als billiger im Einsatz. Daher wurden keine weiteren Move51m-Maschinen mehr bestellt. Die Lokomotiven mit mechanischem Getriebe erhielten die Typenbezeichnung Vv14. Die Produktion mit mechanischem Getriebe wurde bereits 1954 wieder eingestellt.

### Tve3
1960 erhielten sowohl die Lokomotiven Vv13 als auch Vv14 die gemeinsame Baureihenbezeichnung Tve3, wobei sich die Seriennummern änderten.
Die Lokomotiven wurden an verschiedenen Orten im finnischen Schienennetz für mittelschwere Rangierarbeiten eingesetzt, wobei die der Baureihe Vv14 (Move51m) hauptsächlich in Hamina im Dienst standen. Sie ersetzten die bisher im Rangierdienst tätigen Dampflokomotiven der Baureihen Vk, Sk, Tk1 und Tk2. Aufgrund der geringen Höchstgeschwindigkeit wurden sie im Übergabeverkehr nur auf kurzen Strecken eingesetzt.

## Technik
Die Lokomotiven besaßen eine geschweißte Karosserie aus Stahlplatten. Um das Gewicht zu erhöhen, befanden sich zusätzliche Gewichte in den Endträgern. Vor dem Endführerhaus lag der Motorvorbau. Ältere Lokomotiven unterscheiden sich im Aussehen von neueren, da ab der Nummer 468 der Aufbau des Führerhauses und der Maschinenraumabdeckung geändert wurde. Ältere Lokomotiven hatten eine geneigte Vorderseite der Maschinenraumabdeckung, bei den neueren Lokomotiven war sie senkrecht.  Die letzte Lokomotive mit schräger Maschinenraumabdeckung war Vv13 1766 (Tve3 467, 536/1957).
Einige der Lokomotiven waren ursprünglich grün gestrichen, erhielten später jedoch die normale rot-gelbe Farbgebung der Staatsbahn.
Die Lokomotiven hatte einen 350-PS-Zweitakt-GM-Zweizylinder-Dieselmotor, die der Move51h-Serie waren mit hydraulischem und die der Move51m-Serie mit mechanischem Getriebe ausgestattet. Die Kraft wurde vom Getriebe auf eine Blindwelle am Ende der Lokomotive übertragen, von wo aus sie über Kupplungsstangen auf die Achsen übertragen wurde. Die Höchstgeschwindigkeit der Lokomotiven betrug 30 bis 35 km/h. Sie hatten eine Westinghouse-Druckluftbremse und eine mechanische Handbremse.

## Verbleib
Alle Lokomotiven der Staatsbahn wurden in den 1990er Jahren ausgemustert. Einige Lokomotiven sind bei Industriebetrieben und als Museumslokomotiven erhalten.
Von folgenden Lokomotiven sind Daten aus ihren Lebensläufen bekannt:
- Tve3 464 und 479 (früher Vv13 1763 und 1778, Valmet Oy 533/1957 und 551/1960) sind in dem am 17. August 2013 neu eröffneten Museumsbetriebswerk von Höyryraide Oy in Nurmes beheimatet, wohin auch die Hv3 995 von Iisalmi umgezogen ist. Sie wurden im September 2013 aus Suolahti dorthin verbracht.[1][2]
- Tve3 478 (früher Vv13 1777) wurde an einen Industriebetrieb verkauft und war im Sommer 2018 in Voikkaa abgestellt.[3]
- Tve3 473 erhielt am 18. Juli 2022 eine Inbetriebnahmegenehmigung von Traficom. Sie gehört der Museumsbahnvereinigung Topparoikka.[4]